# Skogspraktmossa
Skogspraktmossa (Plagiomnium affine) är en bladmossart som beskrevs av T. Koponen 1968. Enligt Catalogue of Life ingår Skogspraktmossa i släktet praktmossor och familjen Mniaceae, men enligt Dyntaxa är tillhörigheten istället släktet praktmossor och familjen Plagiomniaceae. Arten är reproducerande i Sverige. Inga underarter finns listade i Catalogue of Life.

## Bildgalleri

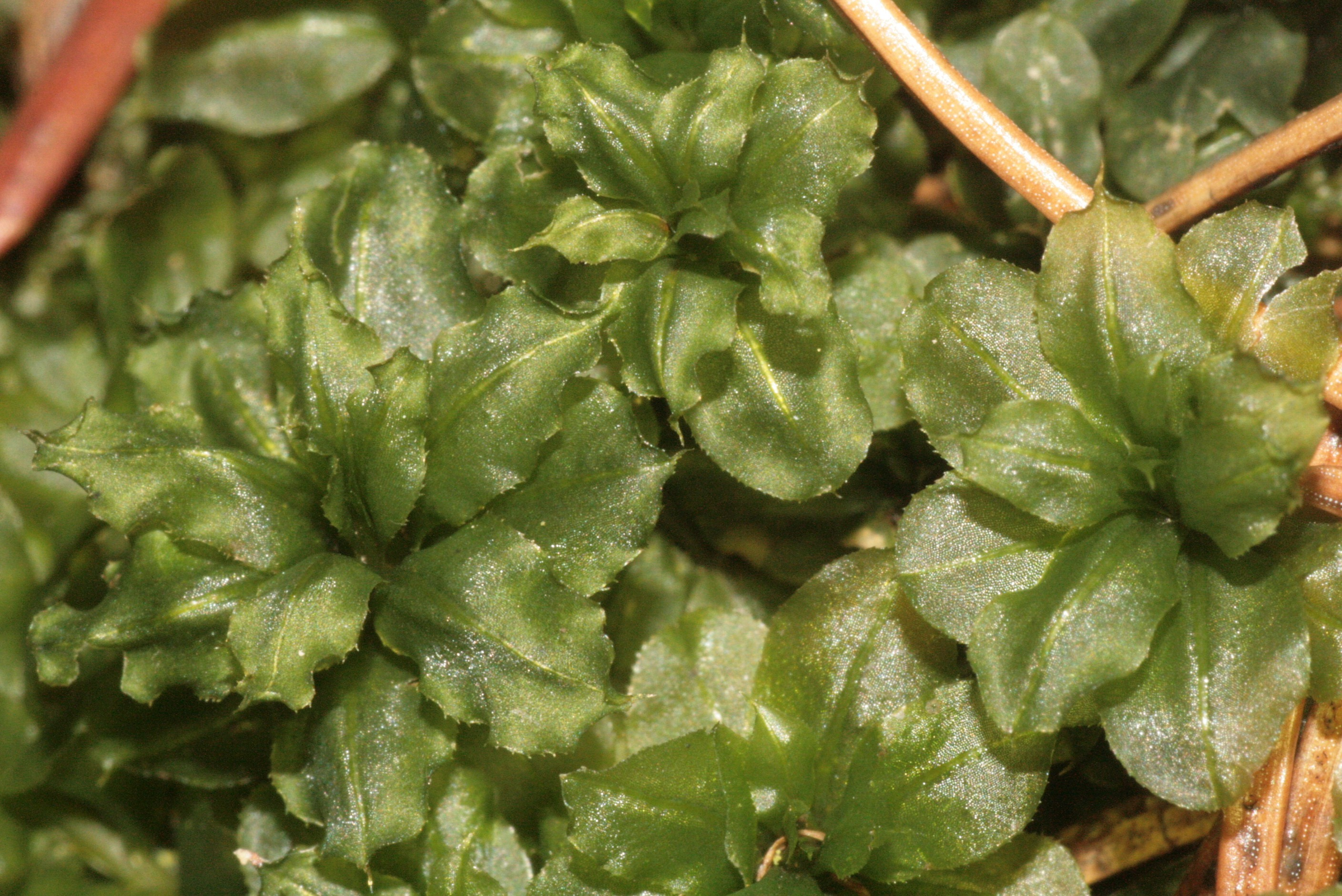
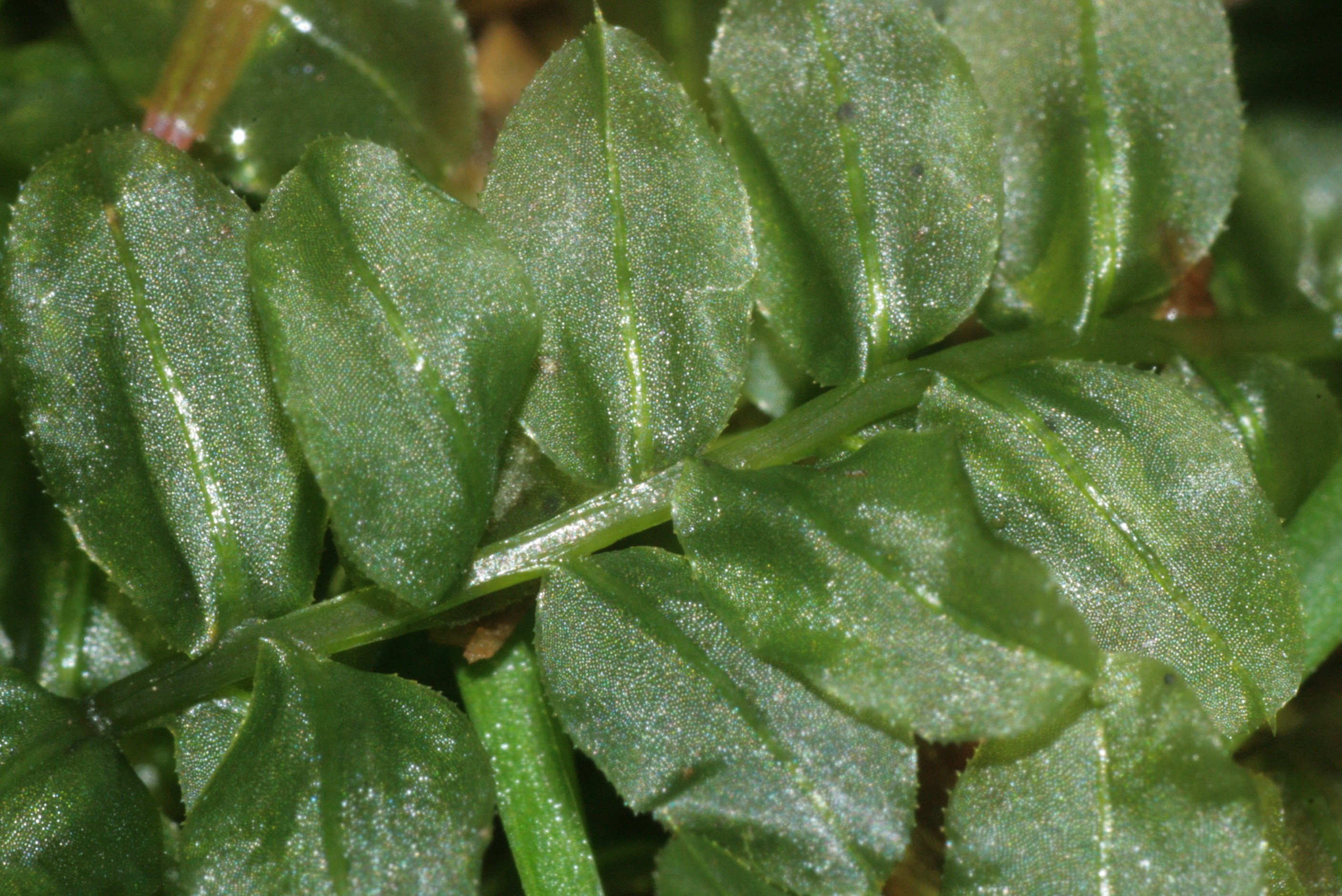
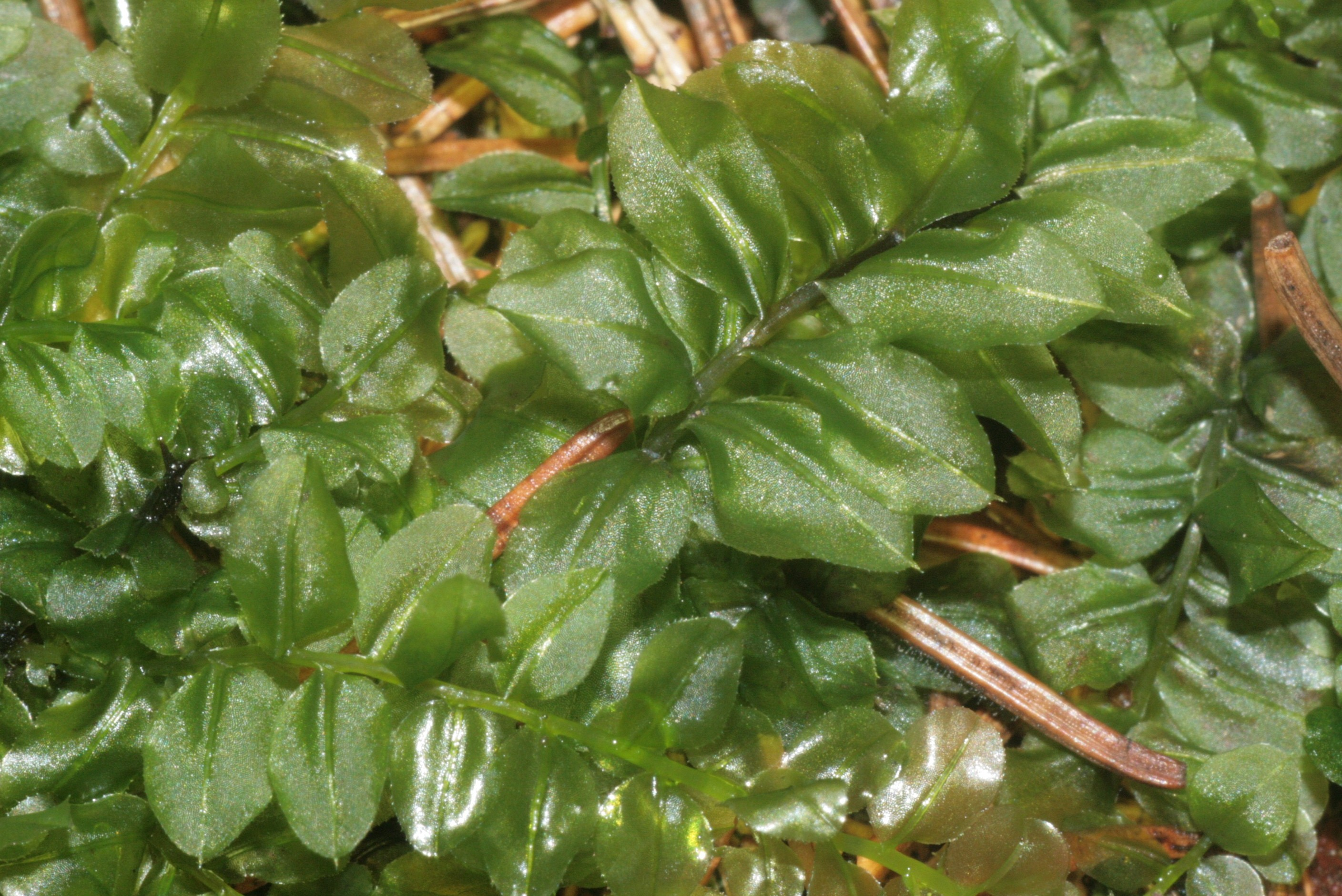
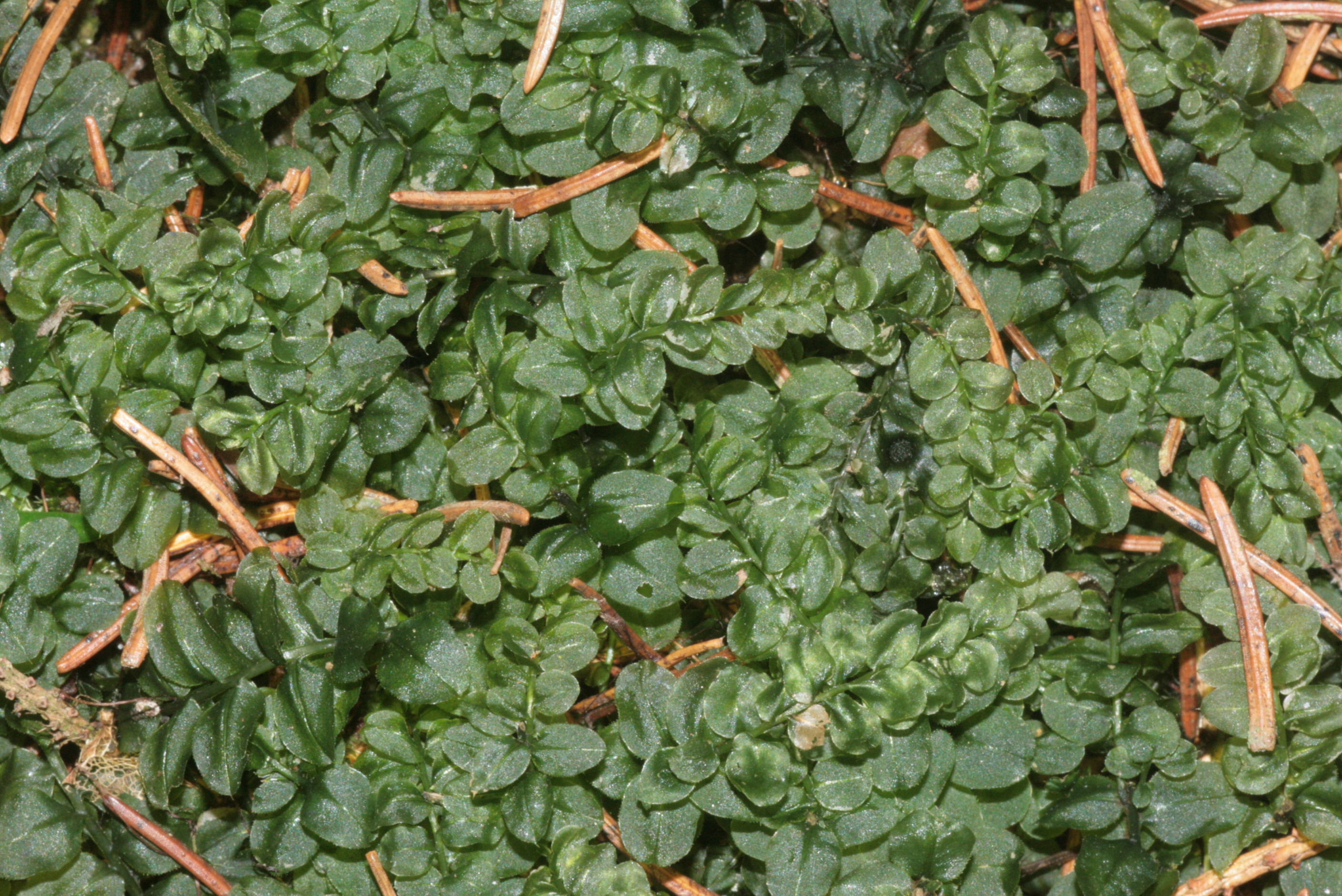
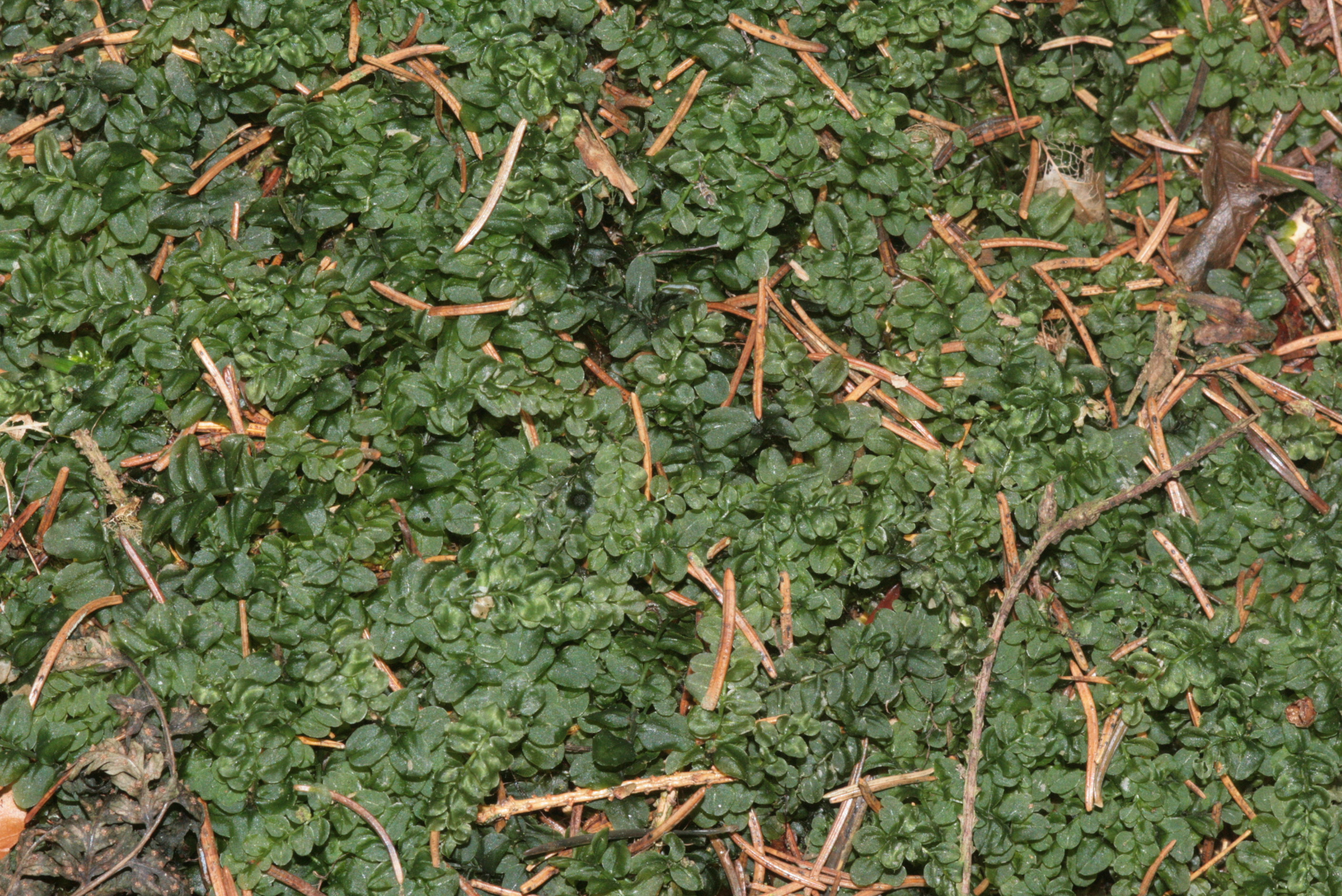
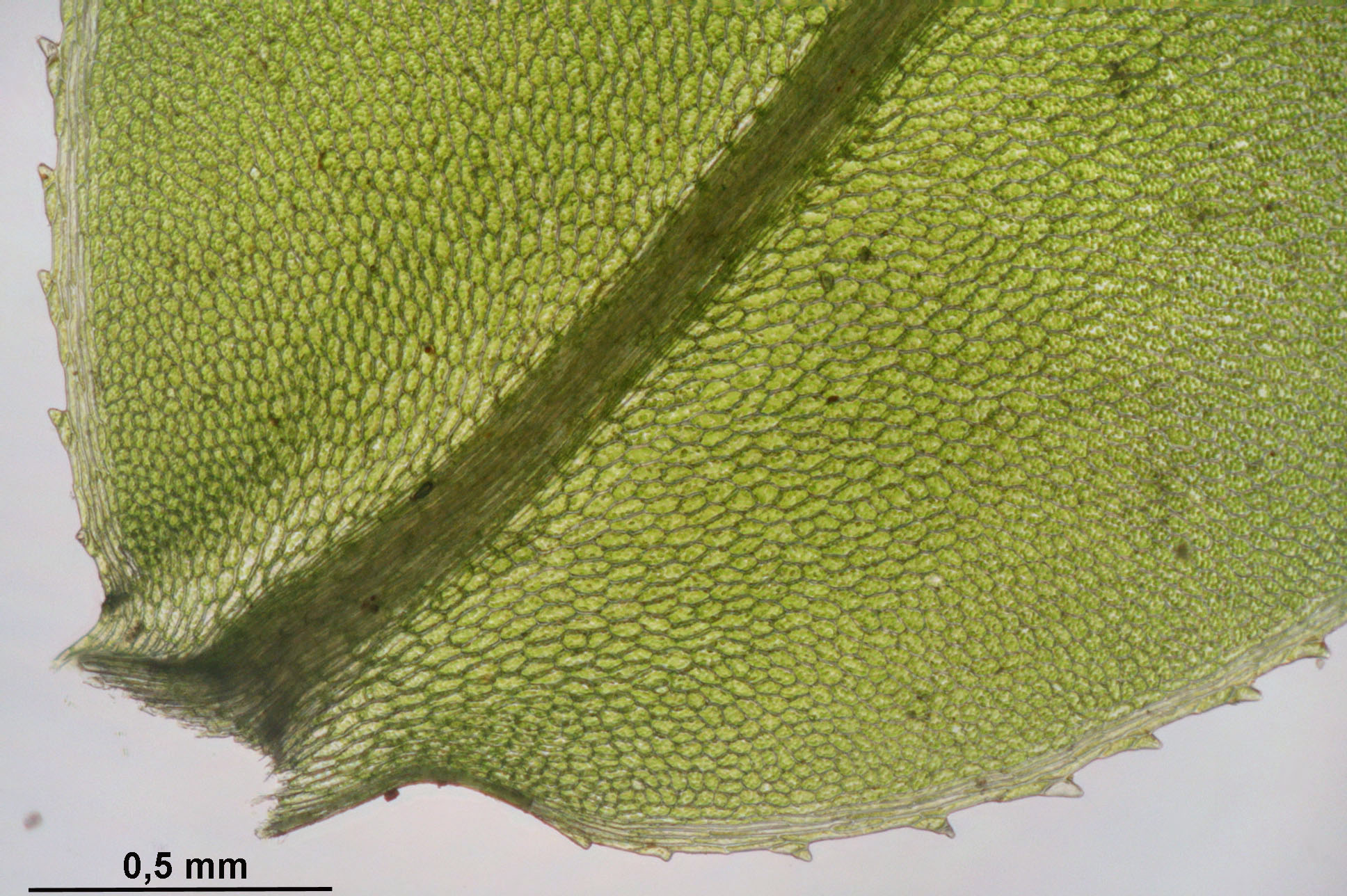